# الآرامية اليهودية الحديثة
الآرامية اليهودية الحديثة أو الآرامية اليهودية في برزان. كانت تُستخدم في الأصل في ثلاث قرى بالقرب من عقرة في كردستان العراق. الاسم المحلي للغة هو "ليشانيذ جانان"، والذي يعني "لغتنا"، وهو مشابه للأسماء المستخدمة في لهجات آرامية يهودية أخرى (ليشاني ديدان، ليشانيذ نوشان). 
اللغة على وشك الانقراض، حيث كان هناك حوالي 20 متحدثًا مسنًا فقط في عام 2004.

## التصنيف
تُصنف اللغة الآرامية اليهودية الحديثة على أنها لغة أفريقية-آسيوية، سامية، وآرامية.

## الأصل والاستخدام اليوم
كان السكان اليهود في منطقة واسعة من شمال العراق، وتركيا الشرقية، وشمال غرب إيران، التي تتوافق مع منطقة كردستان، يتحدثون غالبًا لهجات مختلفة من الآرامية الحديثة. أدت الاضطرابات قرب نهاية الحرب العالمية الأولى وإعادة توطينهم في ااسرائيل (فلسطين المحتلة) في عام 1951 (عندما انتقلت ثماني عائلات من بيجيل إلى الدولة اليهودية الجديدة) إلى تراجع هذه اللغات التقليدية. كانت هذه اللهجة المحددة والمميزة من الآرامية اليهودية الحديثة تُستخدم في قرى بيجيل، وبرزان، وشاه. كانت تُعرف باسم "بيجيلي" حتى وقت قريب.
توفيت آخر متحدثة أصلية للآرامية الحديثة من بيجيل، السيدة رحيل أفرام، في القدس عام 1998. المتحدثون المتبقون كلهم من عائلة واحدة ويزيد أعمارهم عن 70 عامًا، ومعظمهم من برزان. بعض المتحدثين الآخرون من عقرة. تقع برزان وعقرة في كردستان العراق. اللغة الأولى لهؤلاء المتحدثين هي إما العبرية أو الكردية، وبعضهم يتحدث العربية أو لهجة آرامية حديثة أخرى. وبالتالي، فإن اللغة فعليًا انقرضت.
يعيش معظم المتحدثين باللغة الآرامية اليهودية الحديثة اليوم في القدس، فلسطين.

## التاريخ
اللغة الآرامية اليهودية النيو-آرامية في برزاني هي جزء من نوع الكلام الآرامية الشمالية الشرقية النهرينية. العديد من لغات الآرامية الشمالية الشرقية النهرينية مهددة بشكل جدي، مثل اللغة الآرامية اليهودية الحديثة. أصبحت معظم لغات الآرامية الشمالية الشرقية النهرينية مهددة منذ أن بدأ معظم اليهود الناطقين بالآرامية بالهجرة إلى اسرائيل (فلسطين المحتلة). حدث ذلك بشكل أساسي خلال الخمسينيات. تبرز اللغة الآرامية اليهودية الحديثة عن هذه اللغات لأنها بدأت في الانقراض في أوائل القرن العشرين. حدث ذلك في كردستان. السبب وراء تراجع اللغة هو أن معظم المتحدثين تشتتوا واندماجوا في مجتمعات تتحدث لغات أخرى غير الآرامية اليهودية الحديثة. حدث هذا التشتت بشكل عنيف في العديد من المجتمعات بفعل قوى خارجية.
يعيش معظم المتحدثين باللغة الآرامية اليهودية الحديثة الآن يتحدثون العبرية الإسرائيلية أو العربية.

## اللهجات والأنواع
بين عامي 1996 و2000، تم اكتشاف ثلاث لهجات من اللغة الآرامية اليهودية النيو-آرامية في برزاني. تُسمى هذه اللهجات برزان، شاه، وبيجيل. بيجيل قد انقرضت.
قد تكون مرتبطة باللهجة ليشانيذ نوشان، التي تحتوي على مجموعات حول أربيل إلى الجنوب الشرقي من برزان. قد توجد بعض أوجه الشبه بين برزاني واللهجة الفرعية من ليشانيذ نوشان التي كانت تُستخدم سابقًا في قرية دوب، التي تبعد 50 كم شمال أربيل. اللهجة الساندو من الآرامية اليهودية الحديثة تشبه البرزاني كثيرًا. ومع ذلك، تشير الدراسات إلى أن لديها أكثر قواسم مشتركة مع ليشانا ديني. هناك أدلة على أن اللغة كانت تُستخدم أيضًا في القرية القريبة من نيريم، ولكن لا يوجد متحدث من تلك القرية اليوم.
لقد تأثرت اللغة الآرامية اليهودية الحديثة بكلمات من اللهجة الآرامية اليهودية الحديثة في زاخو. حدث ذلك بسبب القرب الشديد بين متحدثي اللغة الآرامية اليهودية الحديثة ولهجة زاخو. تُعتبر هذه اللهجة الأكثر شيوعًا في القدس. تُعتبر هذه اللهجة أكثر مكانة من قبل المتحدثين وتُفهم بشكل شائع.